# SN 2004eq
SN 2004eq – supernowa typu Ia odkryta 30 lipca 2004 roku w galaktyce E404-G12. W momencie odkrycia miała maksymalną jasność 16,80m.